# الجريمة في البرازيل
ارتفعت معدلات الجرائم العنيفة وغير العنيفة في البرازيل. ترتفع معدلات الجرائم العنيفة بشكل خاص في البرازيل، مثل جرائم القتل والسرقة. بلغ معدل جرائم القتل في البرازيل 27.4 جريمة قتل لكل 100 ألف نسمة وفقًا لمكتب الأمم المتحدة المعني بالمخدرات والجريمة، جعل ذلك البرازيل ضمن أعلى 20 دولة بالنسبة لمعدل القتل العمد. ومع ذلك، في تصنيفات الجريمة الدولية، لا تُعتبر البرازيل بشكل عام من بين الدول العشرين الأكثر خطورة في العالم ولكنها ضمن الخمسين دولة الأولى التي تكون جرائم القتل فيها بين العصابات، ولا تؤثر على عامة الناس، وبدون حروب واسعة النطاق. البرازيل هي الدولة التي تملك أكبر عدد من جرائم القتل العمد في العالم، فقد سجلت 57358 جريمة في عام 2018، وقد تكون في المرتبة الثانية بعد نيجيريا التي تفتقر إلى البيانات الدقيقة ولكن قُدر عدد جرائم القتل فيها بـ 64201 في عام 2016. في السنوات الأخيرة، بدأ معدل جرائم القتل في البرازيل في الانخفاض. بلغ معدل جرائم القتل 20.64 لكل 100 ألف نسمة في عام 2020 مع 43879 حالة قتل، مع رقم مماثل في عام 2019، ولكنه أقل من عام 2017 الذي كانت نسبته 30.67 لكل 100 ألف نسمة.
البرازيل هي محور مركزي للاتجار الدولي بالأسلحة والمخدرات.

## القتل
بالنسبة للعدد المطلق لجرائم القتل في السنة، تملك البرازيل أكبر عدد من جرائم القتل في أي بلد بعدد إجمالي (62318) تليها الهند (29000) والولايات المتحدة (25000) والمكسيك (24576). ومع ذلك، عند أخذ عدد السكان الكلي في الاعتبار، سيكون المعدل عال.
في عام 2018، بلغ معدل القتل في البرازيل 24.7 لكل 10000 شخص. في عام 2017، بلغ معدل القتل في البرازيل 29.2 لكل 100 ألف نسمة. كان هناك ما مجموعه 56101 جريمة قتل في البرازيل في عام 2017. في دراسة أخرى، بلغ معدل جرائم القتل في عام 2017 حوالي 32.4 لكل 100 ألف، مع 64357 جريمة قتل. في عام 2016، سجلت البرازيل رقمًا قياسيًا يبلغ 61819 جريمة قتل أو في المتوسط 168 جريمة قتل في اليوم، مما يعطي معدل جرائم قتل سنوي قدره 29.9 لكل 100 ألف من السكان.
في عام 2017، سجلت البرازيل عددًا قياسيًا من جرائم القتل، فقد ارتفعت جرائم القتل بنسبة 4.20% مع 63880 جريمة قتل.
في عام 2019، ذكرت منظمة ريو دي باز غير الحكومية المناهضة للعنف أن 8% فقط من جرائم القتل في البرازيل تنتهي بإدانات جنائية.

### من قبل الدول البرازيلية
زادت جرائم القتل خلال أواخر العقد الأول من القرن الحادي والعشرين. تتعارض أكبر مدينتين مع هذا الاتجاه. في عام 2008 سجلت ريو دي جانيرو أدنى معدل قتل منذ 18 عامًا، في حين أن ساو باولو تقترب الآن من 10 جرائم قتل لكل 100 ألف نسمة، وشكل ذلك انخفاضًا هامًا عن رقم 35.7 في عام 1999. ومن الأمثلة البارزة بلدية دياديما، حيث انخفضت معدلات الجريمة بشكل مفاجئ.
سجل إجمالي جرائم القتل أرقامًا قياسية جديدة في السنوات الثلاث من 2009 إلى 2011، متجاوزًا الرقم القياسي السابق المسجل في عام 2003. ولا يزال عام 2003 يحمل الرقم القياسي لجرائم القتل لكل 100 ألف نسمة في البرازيل، في ذلك العام وحده كان المعدل 28.9. سجلت سجلات الشرطة أرقامًا أقل بكثير من أرقام وزارة الصحة.
تقع سبع مدن من أصل أكثر عشرين مدينة عنيفة في العالم في البرازيل بسبب ارتفاع مستوى العنف في شوارعها. ترتيب هذه المدن تنازليًا اعتبارًا من أبريل 2018 هو: ناتال (رابع أعلى معدل قتل في جميع أنحاء العالم)، وفورتاليزا (السابعة)، وبيليم (العاشرة)، وفيتوريا دا كونكويستا (الحادية عشر)، وماسيو (الرابعة عشر)، وأراكاجو (الثامنة عشر)، وفييرا دي سانتانا (التاسعة عشر).

## السرقة
سرقة السيارات أمر شائع، خاصة في المدن الكبرى. غالبًا ما يُستهدف المواطنين والزوار على حد سواء من قبل المجرمين، خاصة خلال المهرجانات العامة مثل الكرنفالات. النشل ونزع الأكياس أمر شائع. يعمل اللصوص في الأسواق الخارجية وفي الفنادق وفي وسائل النقل العام.
يحدث اتجاه الجريمة المعروف باسم «شبكات السحب» عندما يعمل العديد من الجناة معًا في نفس الوقت، إذ يسرقون المشاة، والحمامات الشمسية، ورواد مراكز التسوق، و/أو ركاب المركبات العالقين في حركة المرور. قد تحدث عمليات السطو والسرقة العشوائية أثناء الأحداث الكبرى (كرنفال)، أو مباريات كرة القدم، أو خلال ساعات الذروة على الشاطئ.

## الخطف
عمليات الاختطاف السريع، إذ يُختطف الأشخاص وتُسحب الأموال من أجهزة الصراف الآلي، ويشيع ذلك في المدن الكبرى بما في ذلك ريو دي جانيرو وساو باولو وبرازيليا وكوريتيبا وبورتو أليغري وسلفادور وريسيفي.